# František Matouš Klácel

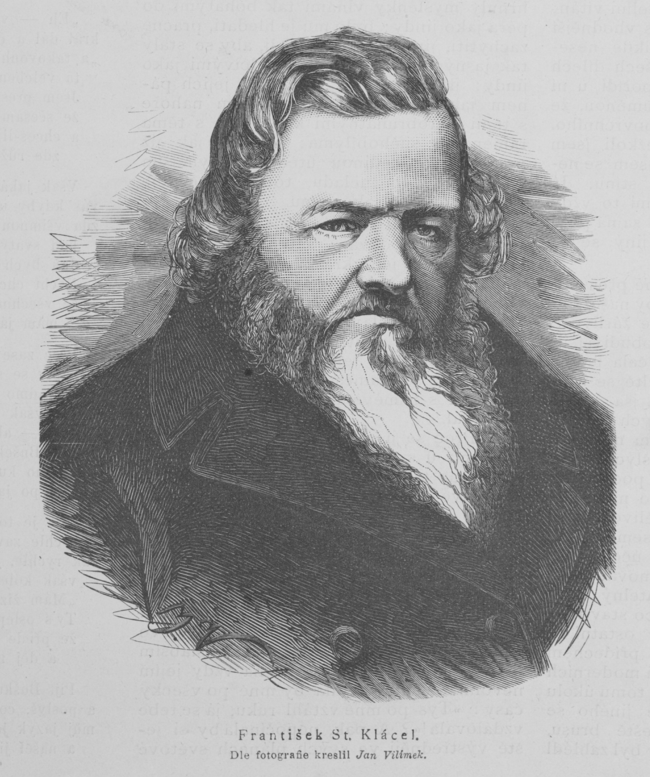
František Klácel (Jan Vilímek 1882)

František Matouš Klácel (Pseudonym František Třebovský, J. P. Jordan, im Ausland Ladimír Klácel, Matouš František Klácel; * 7. April 1808 in Česká Třebová; † 17. März 1882 in Belle Plaine, Iowa) war ein tschechischer Dichter, Journalist und Philosoph, Vertreter der böhmisch-mährischen Einheit. Er gehörte zu den führenden Aufklärern in Mähren und zu den aktiven Teilnehmern am politischen Geschehen in der revolutionären Zeit 1848–1849. Nach ihm wurde eine Straße im Brünner Stadtteil Masarykova čtvrť benannt. Am Gebäude am Mendlovo Náměstí Nr. 1 in Brünn befindet sich eine Gedenktafel mit seinem Porträt von Milada Othová.

## Leben
Geboren in einer Schusterfamilie, besuchte er zunächst die Grundschule in Třebová, dann bis 1825 das Gymnasium in Litomyšl, wo er vom Bonifác Buzek unterrichtet wurde, und später Philosophie. 1827 ging er in das Augustinerkloster nach Brno, nahm dort seinen zweiten Vornamen Matouš an, und studierte bis 1832 am Theologischen Institut.
1833 wurde er zum Priester geweiht. Es folgte weiteres Studium an der Palacký-Universität in Olmütz. 1835 berief man ihn zum Professor für Philosophie auf dem bischöflichen philosophischen Institut in Brno.
Klácel nahm die Wertvorstellung des Georg Wilhelm Friedrich Hegel auf und versuchte, diese Gedanken in Richtung Allmenschlichkeit und Humanität weiterzuentwickeln. Wegen seiner freidenkerischen Ansichten und des Verdachtes auf Panslawismus wurde ihm nach neun Jahren die Professur entzogen. Er ging nach Prag und arbeitete dort als Bibliothekar, hielt aber weiter Kontakt mit Mitgliedern der patriotischen Bewegung.
Nach kurzen Aufenthalten in Leipzig und Dresden, blieb er längere Zeit in Liběchov. Er organisierte die Schlossbibliothek, begann intensiver zu schreiben und beteiligt sich mit dem Bildhauer Václav Levý an der Gestaltung der Klácelka-Höhle.
1845 kehrte er nach Brünn zurück. Er gründete mit Jan Ohéral die erste tschechische Zeitung in Mähren: Das Wochenblatt (Týdeník). 1848 ging er unfreiwillig nach Prag zurück. Kácel wurde in den Nationalausschuss (Národní výbor) gewählt und nahm als Delegierter am Slawenkongress teil. Nach der Niederschlagung des Aufstandes kehrte er nach Brünn zurück.
Von 1848 bis 1851 gab er die Mährische Zeitung (Moravské noviny) heraus. 1849 beteiligte er sich an der Gründung der Nationalen Einheit der Heiligen Kyrill und Methodius, die sich 1855 in Matice moravská umbenannte. Er gründete eine zweite Vereinigung Intellektueller. Mit dieser Gesellschaft sollten seine Vorstellungen über die allmenschliche Verbrüderung umgesetzt werden. Die Tschechisch-Mährische Brüderschaft hatte prominente Mitglieder, darunter Jan Ivan Helcelet, Hynek Hanuš, Božena Němcová.
Nach dem Scheitern seiner Pläne entfremdete er sich, und die Zeit zwischen dem Erscheinen seiner Beiträge wurde immer länger. Seine Interessen galten nun dem Klostergarten und dem Privatunterricht. Nach Vorwürfen eines Missbrauchs seiner Schützlinge dachte er immer öfter über eine Auswanderung in die USA nach. In eine Gesellschaft, so seine Vorstellung, in der er seine Werte verwirklichen und ein freies Leben in Gleichheit leben kann.
1869 verließ er Böhmen und wanderte nach Iowa City in die USA aus. Er verlegte hier die Zeitschrift Der amerikanische Slawe (Slovan amerikánský), schloss sich der Einheit der Freidenker an und verlegte eine zweite Zeitschrift Die Stimme (Hlas, 1872). Er ging nach Chicago und verlegte dort Svojan. Daneben arbeitete er als Übersetzer, publizierte populär-wissenschaftliche Bücher. Er versuchte, mit anderen Landsleuten eine Sekte zu gründen, deren Inhalt die Liebe der Menschen untereinander und deren gute Taten sein sollten. Die Mitglieder bezeichneten sich als Brüder und Schwestern sowie Unfehlbare. Allerdings war mit der Zeit seine Enttäuschung über die amerikanische Realität groß, und er geriet in finanzielle Schwierigkeiten. Damit seine Arbeit fortgesetzt werden konnte, wurden von seinen Anhängern Wohltätigkeitsveranstaltungen organisiert, allerdings mit mäßigem Erfolg. Sie brachten keinen dauerhaften Effekt. Klácel starb verarmt und wurde in Belle Plaine beigesetzt. Auf dem tschechischen Friedhof in Chicago erbauten ihm seine Landsleute ein Denkmal.
Seine poetischen Erstlingswerke waren von der Antike inspiriert. Der Patriot und Freidenker Klácel nutzte die Form der Fabel, um die Gesellschaft der damaligen Zeit darzustellen. Daneben redigierte er Zeitungen, gab Enzyklopädien heraus, war Verfasser vieler poetischer und philosophischer Werke, Naturforscher, Journalist, uneigennütziger und gütiger Mensch. Gleichzeitig betrieb er geschichtliche und biologische Forschung.

## Werke

### Poesie
- Lyrische Gedichte (Lyrické Básně), 1836
- Gedichte (Básně), 1837

### Lyrik
- Reinecke Fuchs (Ferina lišák), 1845 – Abhandlung des Tierepos von Goethe.
- Bidpais Fabeln (Bajky Bidpajovy), 1846 und 1850 – zwei Bücher, 1. Teil wurde unter seinem Pseudonym František Třebovský herausgegeben. Er nutzt die satirische Tierallegorie zur kritischen Darstellung der damaligen Gesellschaft.
- Erdbeeren aus den slawischen Wäldern (Jahůdky ze slovanských lesů), 1845, herausgegeben unter dem Pseudonym Jan Petr Jordan
- Blätter des Freundes an die Freundin über den Ursprung des Sozialismus und des Kommunismus (Liste přítele k přítelkyni o původu socialismu a komunismu) – Briefe an Božena Němcová adressiert, in denen er ihr eine Theorie über den französischen utopischen Sozialismus unterbreitet.

### Fachliteratur
- Kosmopolitismus und die patriotische Bewegung mit besonderem Hinblick auf Mähren (Kosmopolitismus a vlastenectví s obzvláštním ohledem na Moravu)
- Die Anfänge der wissenschaftlichen tschechischen Sprachlehre – der erste systematische tschechische Versuch um die Sprachphilosophie (Počátky vědeckého mluvnictví českého – první český soustavný pokus o filosofii řeči)
- Wörterbuch für die Zeitungsleser (Slovník pro čtenáře novin, v němž se vysvětlují slova cizího púvodu), 1849
- Beginn der wissenschaftlichen tschechischen Sprache (Počátky vědecké mluvnictví českého)
- Dobrověda

## In deutscher Sprache
- Erklärungen der wichtigeren philosophischen Ausdrücke – Výklad nejdůležitějších filosofických výrazů.
- Weltbetrachtung (Světozor) – Allgemeine Gedanken, den Fragen der Natur gewidmet

## Nachweise
1. ↑  Klácel P. Matouš (František). In: Österreichisches Biographisches Lexikon 1815–1950 (ÖBL). Band 3, Verlag der Österreichischen Akademie der Wissenschaften, Wien 1965, S. 362 f. (Direktlinks auf S. 362, S. 363). (zweites Werk im Werksverzeichnis)

| Personendaten    | Personendaten                                                                                 |
| ---------------- | --------------------------------------------------------------------------------------------- |
| NAME             | Klácel, František Matouš                                                                      |
| ALTERNATIVNAMEN  | Třebovský, František (Pseudonym); Klácel, Ladimír; Klácel, Matouš František; Jordan, Jan Petr |
| KURZBESCHREIBUNG | tschechischer Dichter, Journalist und Philosoph                                               |
| GEBURTSDATUM     | 7. April 1808                                                                                 |
| GEBURTSORT       | Česká Třebová                                                                                 |
| STERBEDATUM      | 17. März 1882                                                                                 |
| STERBEORT        | Belle Plaine, Iowa                                                                            |